# Lake Tapps (Washington)
Lake Tapps es un área no incorporada ubicada en el condado de Pierce en el estado estadounidense de Washington.

## Geografía
Lake Tapps se encuentra ubicado en las coordenadas 47°14′29″N 122°11′4″O / 47.24139, -122.18444.